# Tác
Tác is een plaats in Hongarije en ligt 14 km ten zuiden van Székesfehérvár in het comitaat Fejér. Tác telt ongeveer 1600 inwoners en heeft een oppervlakte van 45 km².

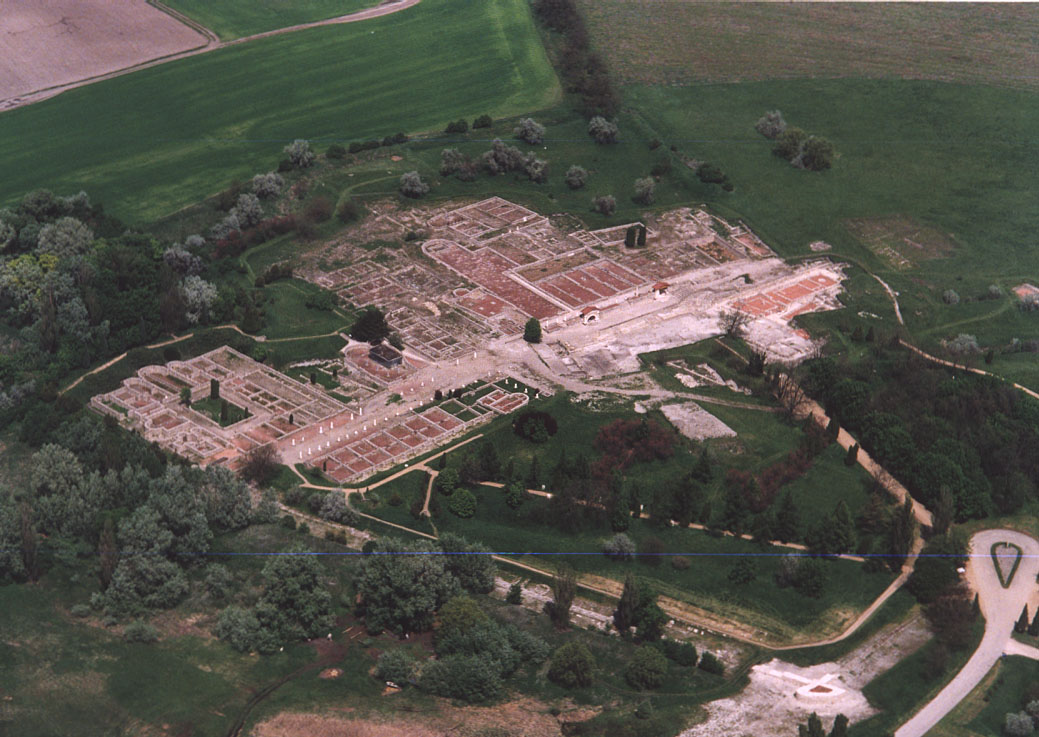
De opgravingen van Gorsium bij Tác

Tác staat bekend om zijn archeologische vindplaatsen. De belangrijkste hiervan is de oude Romeinse stad Gorsium. De Romeinen bouwden tussen 46 en 49 n.Chr. op deze plaats een militair kamp bij een oversteekplaats van de rivier Sárrét. Op de plaats van het fort ontstond vanaf de 2e eeuw de stad Gorsium. Later werd de stad vernietigd en herbouwd als Herculia. Gorsium groeide uit tot het religieuze centrum en hoofdstad van de Romeinse provincie Pannonia.
Vanaf 1958 zijn er opgravingen verricht waarbij de stadsmuren, het forum, tempels en andere gebouwen zijn blootgelegd. De opgravingen vormen nu een groot archeologisch park.
De oude stad werd vernietigd tijdens de oorlogen met de Turken in de 16e eeuw.
De huidige plaats Tác is op de rechteroever van de Sárrét gebouwd vanaf de 17e eeuw. Het dorp probeert een toeristisch karakter te ontwikkelen vanwege de nabijgelegen opgravingen.